# ディズニー・テレビジョン・スタジオ
ディズニー・テレビジョン・スタジオ（英: Disney Television Studios）は、ウォルト・ディズニー・カンパニーのジェネラル・エンターテインメント・コンテンツ部門が所有・運営するディズニー・エンターテインメント。ディズニーによる21世紀フォックスの買収により、初代|Walt Disney Televisionの後継会社として2019年に設立された。ABCシグネチャー、20th テレビジョン、20th テレビジョン・アニメーション、そして新たに設立された子会社のウォルト・ディズニー・テレビジョン・オルタナティヴ社などが、現在の企業資産を構成している。

## 社歴
ディズニー・テレビジョン・スタジオは、ウォルト・ディズニー・カンパニーが2019年3月20日に21世紀フォックスの買収を完了した後に設立された。

## 部門

### 現在
- 20世紀テレビション
  - リージェンシー・テレビジョン・インターナショナル（50%）
- 20世紀テレビション・アニメーション
- FX Productions
- Walt Disney Television Alternative

### 以前
- 20th Television (first incarnation) — merged into Disney–ABC Domestic Television
- ABC Signature Studios (2013–2020) — merged with ABC Studios to form ABC Signature
- ABC Studios (2007–2020) — originally the first incarnation of Touchstone Television (1985–2007), merged with ABC Signature Studios to form ABC Signature
- Touchstone Television (second incarnation) — originally Fox Television Studios (1997–2014), Fox 21 (2004–2014) and Fox 21 Television Studios (2014–2020), folded into 20th Television
- ABCシグネチャー — dissolved, operations folded into 20th Television[5]